# Hady Habib
Hady Habib, né le 21 août 1998 à Houston au Texas, est un joueur de tennis américano-libanais, professionnel depuis 2021.
Membre de l'équipe du Liban de Coupe Davis depuis 2015, il représente officiellement le pays sur le circuit depuis 2018.

## Carrière
Né à Houston d'un père libanais et d'une mère américano-iranienne, Hady Habib vit au Liban entre ses 6 et 11 ans et découvre le tennis à l'âge de 9 ans à Beyrouth. Formé en Californie puis à l'IMG Academy de Bradenton en Floride, il rejoint ensuite l'université de Texas A&M. Après sa première année, il tente sa chance comme redshirt pendant une saison sur le circuit, remportant un tournoi à Djerba en mai 2018. Il reprend ensuite le cours de ses études et décroche un diplôme en management du sport.
Ses premiers mois en tant que professionnels sont marqués par trois titres ITF en Egypte et au Qatar fin 2021. Il remporte cinq tournois en 2023 et parvient en quart de finale du Challenger de Karlsruhe. Au printemps 2024, il dispute une série de tournois secondaires en Amérique du Sud, parvenant en finale à Santos et s'imposant en double sur trois épreuves consécutives à Santa Fe, Lima et Santa Cruz.
Aux côtés de son compatriote Benjamin Hassan, il reçoit une invitation pour représenter le Liban lors des Jeux olympiques de Paris en double. La paire s'incline face aux Australiens futurs champions olympiques Matthew Ebden et John Peers. Classé 275e mondial en simple, il participe au également au tournoi en individuel après le forfait d'Hubert Hurkacz. Il est battu au premier tour par Carlos Alcaraz (6-3, 6-1). En décembre 2024, sa victoire au Challenger de Temuco lui permet de se rapprocher du top 200 et de disputer les qualifications de l'Open d'Australie.
En 2025, il devient le premier joueur de tennis libanais de l'ère Open à se qualifier pour un tournoi du Grand Chelem à l'Open d'Australie, le dernier représentant du pays étant Karim Fawaz lors du Championnat des Etats-Unis en 1962. Il écarte au premier tour le Chinois Bu Yunchaokete (7-64, 6-4, 7-66), 67e mondial, pour affronter au second le Français Ugo Humbert.

## Parcours dans les tournois duGrand Chelem

### En simple
| Année | Open d'Australie | Open d'Australie | Internationaux de France | Internationaux de France | Wimbledon | Wimbledon      | US Open | US Open |
| ----- | ---------------- | ---------------- | ------------------------ | ------------------------ | --------- | -------------- | ------- | ------- |
| 2025  | 2e tour (1/32)   | Ugo Humbert      | Q2                       | Juan Manuel Cerúndolo    | Q2        | Cristian Garín |         |         |

N.B. : à droite du résultat se trouve le nom de l'ultime adversaire.

## Classements ATP de fin de saison
| Année          | 2016 | 2017 | 2018 | 2019 | 2020 | 2021 | 2022 | 2023 | 2024 |
| Rang en simple | 2033 | 1055 | 626  | 734  | 775  | 569  | 421  | 302  | 216  |
| Rang en double | –    | 1119 | 1384 | 1493 | 1846 | 1075 | 879  | 703  | 275  |

Source : (en) Classements de Hady Habib sur le site officiel de la Fédération internationale de tennis